# Диригент (фільм, 2012)
«Диригент» — кінофільм режисера Павла Лунгіна, що вийшов на екрани в 2012 році.

## Зміст
Диригент відправляється зі своїм оркестром в Єрусалим, щоб виконати ораторію «Страсті за Матфеєм». Але гастролі обертаються трагедією. Чорне сонце Єрусалиму зриває з головного героя маску благополучного художника, змушує побачити себе в нещадної наготі егоїзму і жорстокості. Іноді за 3 дні людина може повністю переоцінити й переосмислити своє життя. Змінюватися ніколи не пізно.

## Ролі
| Актор                   | Роль  |
| ----------------------- | ----- |
| Владас Багдонас         | -     |
| Карен Бадалов           | -     |
| Дарина Мороз            | Ольга |
| Сергій Колтаков         | -     |
| Інга Стрєлкова-Оболдіна | -     |
| Сергій Барковський      | -     |
| Арсеній Спасибі         | -     |
| Всеволод Спасибі        | -     |
| Анна Бакштейн           | -     |
| Люсі Дубінчік           | -     |

## Знімальна група
- Режисер — Павло Лунгін
- Сценарист — Павло Лунгін, Валерій Печейкін
- Продюсер — Павло Лунгін, Євген Панфілов
- Композитор — Іларіон Алфєєв